# ليزا تشنغ
ليزا تشنغ (بالصينية: 鄭麗莎) هي سيدة أعمال صينية، ولدت في 17 فبراير 1986 في هونغ كونغ البريطانية في المملكة المتحدة.